# Gabriel Farfán
Gabriel Farfán Stopani (San Diego, 23 giugno 1988) è un ex calciatore statunitense, di ruolo difensore o centrocampista.

## Biografia
È il fratello gemello di Michael Farfán, anch'egli calciatore.